# Gimnasio Nacional Yoyogi
El Gimnasio Nacional Yoyogi (国立代々木競技場 Kokuritsu Yoyogi Kyōgi-jō?) es un estadio cubierto situado en el Parque Yoyogi, Tokio, Japón, famoso por su cubierta suspendida.
Fue diseñado por Kenzo Tange y construido entre 1961 y 1964 para albergar las competiciones de natación y saltos en las Juegos Olímpicos de Tokio 1964. Un anexo separado se usó para la competición de baloncesto. También albergará las competiciones de balonmano en los Juegos Olímpicos de Tokio 2020. El diseño de este edificio inspiró el diseño de Frei Otto de los estadios de los Juegos Olímpicos de 1972 en Múnich.
El estadio tiene una capacidad de 13291 espectadores (9079 de pie, 4124 asientos  y 88 asientos "royal box") y en la actualidad se usa principalmente para hockey sobre hielo, fútbol sala y baloncesto. Las imágenes del estadio aparecen frecuentemente al final de las emisiones de NHK Newsline porque los estudios de NHK World están al lado del estadio, a lo largo del borde del Parque Yoyogi.
La estrella del pop Ayumi Hamasaki ha celebrado sus conciertos "Cuenta Atrás para el Año Nuevo" aquí consecutivamente desde 2000.

## Eventos

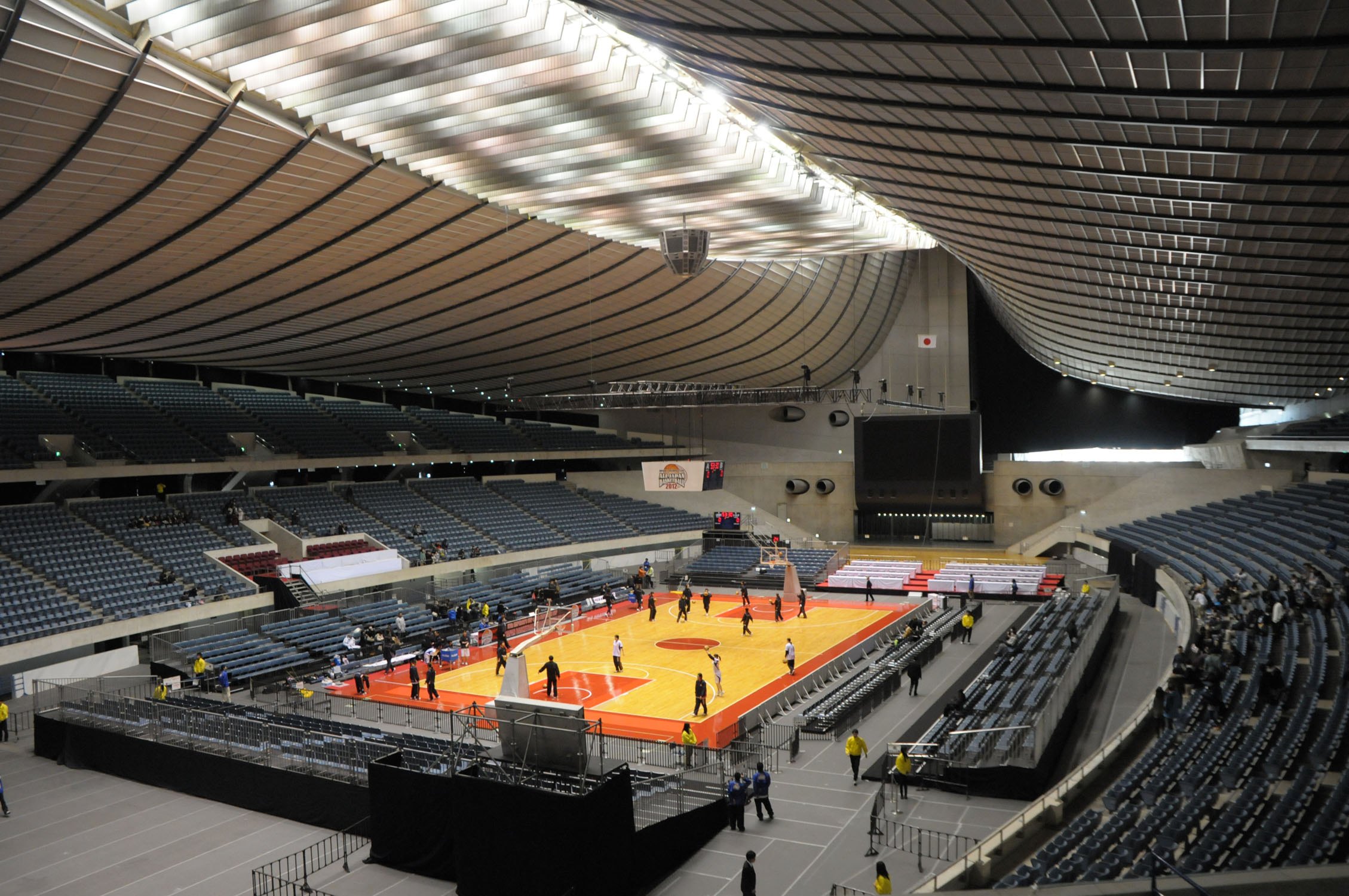
Interior del Gimnasio Nacional Yoyogi

- 1985: Queen da un concierto de su gira The Works Tour
- 20 de septiembre de 1987: Onyanko Club da su último concierto en su historia, posteriormente se lanzaría ese concierto en video con el título: "Onyanko Club: Kaisan Kinen Zenkoku Jyuudan Final Concert" (おニャン子クラブ解散記念 全国縦断ファイナルコンサート).
- 4-6 de marzo de 1988: Pink Floyd da un concierto de su gira A Momentary Lapse of Reason
- 11-12-13 de junio de 1988: Whitesnake da un concierto de su gira del disco homónimo de 1987
- 20 de octubre de 1996: hide realizó el último concierto de su segunda gira en solitario, Psyence a Go Go. Es su último concierto en solitario y se lanzó como el álbum en directo Psyence a Go Go en 2008, su actuación de "Pose" se lanzada previamente como un lado B de su sencillo de 1996 "Hi-Ho/Good Bye".
- Octubre de 1997: Apertura de la temporada de la NHL con Vancouver Canucks frente a Mighty Ducks of Anaheim en dos partidos.
- Octubre de 1998: En la siguiente temporada el San Jose Sharks jugó contra el Calgary Flames en dos partidos, como apertura de la Temporada 1998–99 de la National Hockey League.
- 28 y 29 de junio, 1, 2, 4, 5, y 6 de julio de 2003: L'Arc~en~Ciel Shibuya Seven Days
- 27, 28, 30, y 31 de agosto de 2005: L'Arc~en~Ciel AWAKE TOUR 2005
- Desde 2007: Fundación del Campeonato Abierto de animación de Asia de la Asociación de Animación de Japón. En 2012 se celebró la sexta edición, del 18 al 20 de mayo,[3] aprobado por la Federación Internacional de Animación (IFC).[4]
- 2008: La banda japonesa de kei visual the GazettE celebró un tour final llamado "Tour 2007-2008 Stacked Rubbish Grand Finale [Repeated Countless Error] en el Gimnasio Nacional Yoyogi"
- 6, 7, 9, y 10 de febrero de 2008: L'Arc~en~Ciel TOUR 2007 - 2008 THEATER OF KISS
- 9 y 10 de mayo de 2009: Perfume Live! Disco!Disco!Disco! at Yoyogi National Gymnasium
- Campeonato Mundial de Judo de 2010
- 4, 5, 7, y 8 de diciembre de 2010: VAMPS LIVE 2010 BEAST ARENA TOUR
- 26 de diciembre de 2012: SHINee THE 1ST CONCERT "SHINee WORLD"
- 25 y 26 de enero de 2011: SMTown Live '10 World Tour by SM Entertainment.[5]
- 17, 18, 28 y 29 de junio de 2011: Girls' Generation 1st Japan Arena Tour
- 30 y 31 de mayo, 2, 3, 23 y 24 de junio de 2012: THE FIRST JAPAN ARENA TOUR "SHINee WORLD 2012"
- 21 y 22 de noviembre de 2012: INFINITE "Second Invasion EVOLUTION Plus 1st Japan Arena Tour
- 10 y 11 de julio de 2013: F.T. Island 『FTISLAND Arena Tour 2013 ～FREEDOM～』
- 21 de septiembre de 2014: Perfume 5th Tour GurunGurun
- 18, 19 y 20 de diciembre de 2014: EXO - "EXO FROM. EXOPLANET #1 - THE LOST PLANET "
- 31 de octubre y 1 de noviembre de 2015: V6 (banda) - "V6 Live Tour 2015: Since 1995 ~ Forever "
- 28 de febrero de 2016, la banda de visual kei the GazettE presentó su octavo álbum de estudio en el marco de la gira "Live Tour Dogmatic -DUE- "
- 21 y 22 de febrero de 2017, el grupo idol AKB48 celebró el concierto de graduación de Haruna Kojima: "Kojimatsuri ~Kojima Haruna Kanshasai~"
- 3 y 4 de junio de 2017, Britney Spears da dos conciertos de su gira Britney: Live In Concert.